# Abraham Boba
David Cobas Pereiro, conocido artísticamente como Abraham Boba, (Vigo, 3 de junio de 1975) es un músico español, conocido principalmente por ser el vocalista y teclista de la banda de indie rock León Benavente.

## Trayectoria
A los 14 años empezó a tocar la batería, y a los 18 se fue a vivir a Barcelona, donde comenzó a estudiar música, solfeo y piano, mientras lo compaginaba con otros trabajos. Estudiando en Pamplona formo parte del grupo Tedium que llegó a sacar un disco  titulado "full-length portrait" e incluso grabaron un single de adelanto del que sería un segundo disco que nunca vio la luz. Montó un grupo de corta duración llamado Belmonde y posteriormente tomó el nombre artístico de Abraham Boba.
En 2007, publicó su primer disco, titulado Abraham Boba, en el que cantaba y tocaba el piano. Al año siguiente, en 2008, se trasladó a Madrid y poco después, empezó a tocar el piano en el grupo de Nacho Vegas, tanto en sus discos como en las giras. En 2009, con el sello discográfico Limbo Starr, publicó su segundo disco solista titulado La educación, grabado en Cádiz y con once temas. Dos años más tarde publicó Los días desierto, su tercer disco.
Tras tres discos en solitario y otros cuatro tocando el piano con Nacho Vegas, en 2012 se unió a Eduardo Baos, Luis Fernández y César Vedú para crear el grupo León Benavente. En 2013, lanzaron su primer disco, de título homónimo, con 10 canciones compuestas por Boba. Tras ese disco, el grupo fichó por la compañía discográfica estadounidense Warner Records donde publicó otros dos discos (2 y Vamos a volvernos locos, ambos con letra compuesta por Boba) y dieron conciertos dentro y fuera de España (destacando numerosas actuaciones en México).
Además de con Nacho Vegas, Boba ha colaborado con artistas como Amaral, Tulsa, Julio de la Rosa, Violeta Gil, Pumuky, Carlos Ann, INRA o Adorno y Delito.
También ha trabajado en el cine, en la parte musical de la película Primos, de Daniel Sánchez Arévalo, Lo contrario al amor, de Vicente Villanueva, y en los cortos Mentiras  y Aunque todo vaya mal.